# Tranvías en Legnica

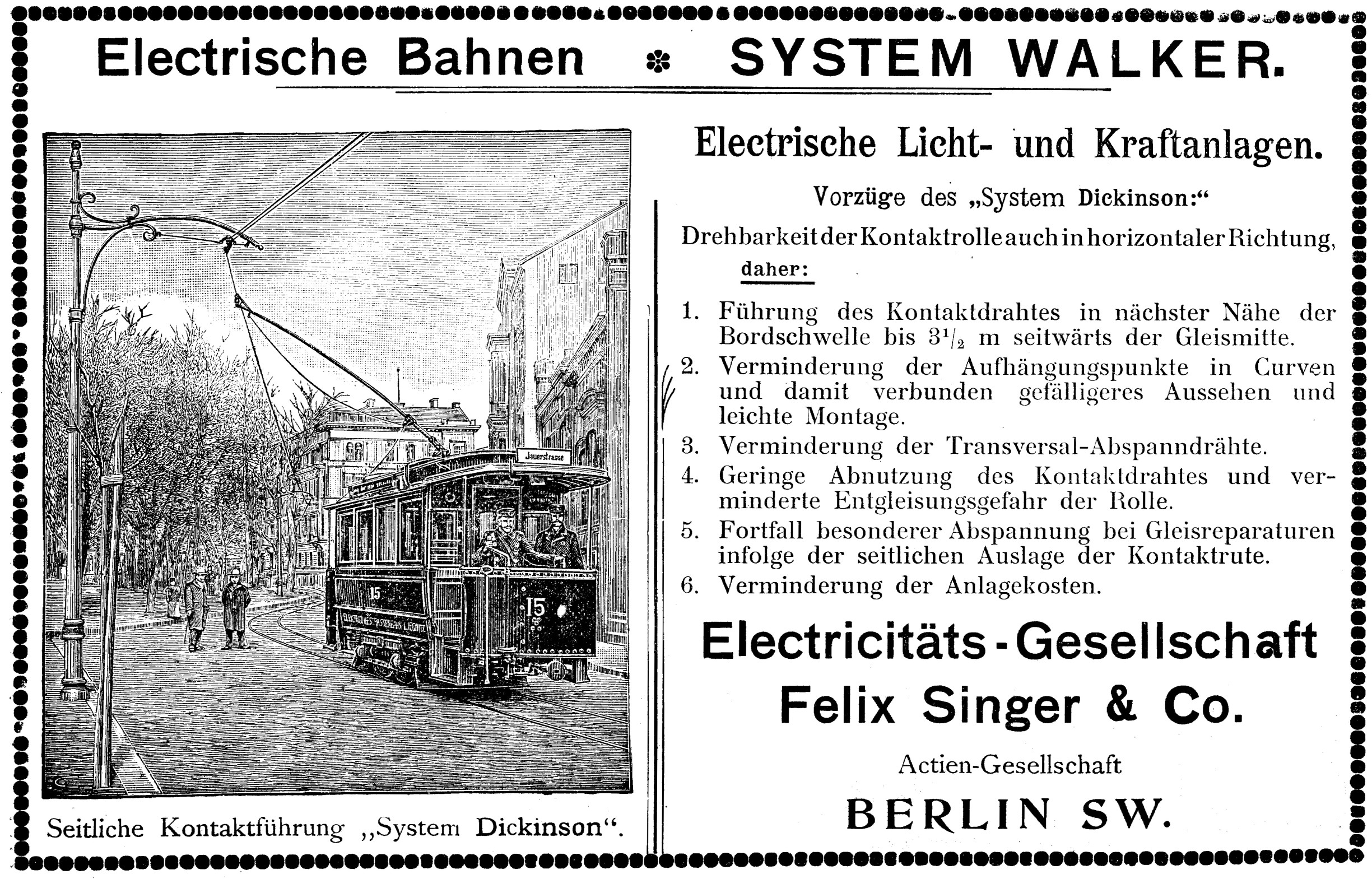
Publicidad de la empresa Electricitäts-Gesellschaft Felix Singer & Co. AG de Berlín de 1898, la ilustración muestra el tranvía de motor de Legnica N°15

Tranvías en Legnica – el sistema de tranvía que funcionó en Legnica en los años 1898 – 1968.

## Origen
Desde su fundación en la Edad Media, Legnica se había desarrollado dentro del contorno de las murallas de la ciudad, cuyo desmontaje se inició con la liquidación de los terraplenes en 1760 y culminó con una intensa acción de demolición de las murallas después de 1860. Los efectos de la Revolución Industrial: acceso a la vía férrea Breslavia-Berlín (Kolej Dolnośląsko-Marchijska) de la ciudad y, establecimiento de un barrio fabril, causaron una afluencia de trabajadores a la ciudad de unos 7.000 habitantes a principios del siglo XIX[4]. Después de 1860, los empresarios estaban construyendo las casas de vecindad de cuatro pisos de alquiler alrededor del casco antiguo (barrio Kartuzy y afueras de Tarninów) lo que amplió el área de la ciudad y permitió la afluencia de personas y, por consiguiente, suscitóó la necesidad de organizar el transporte público.

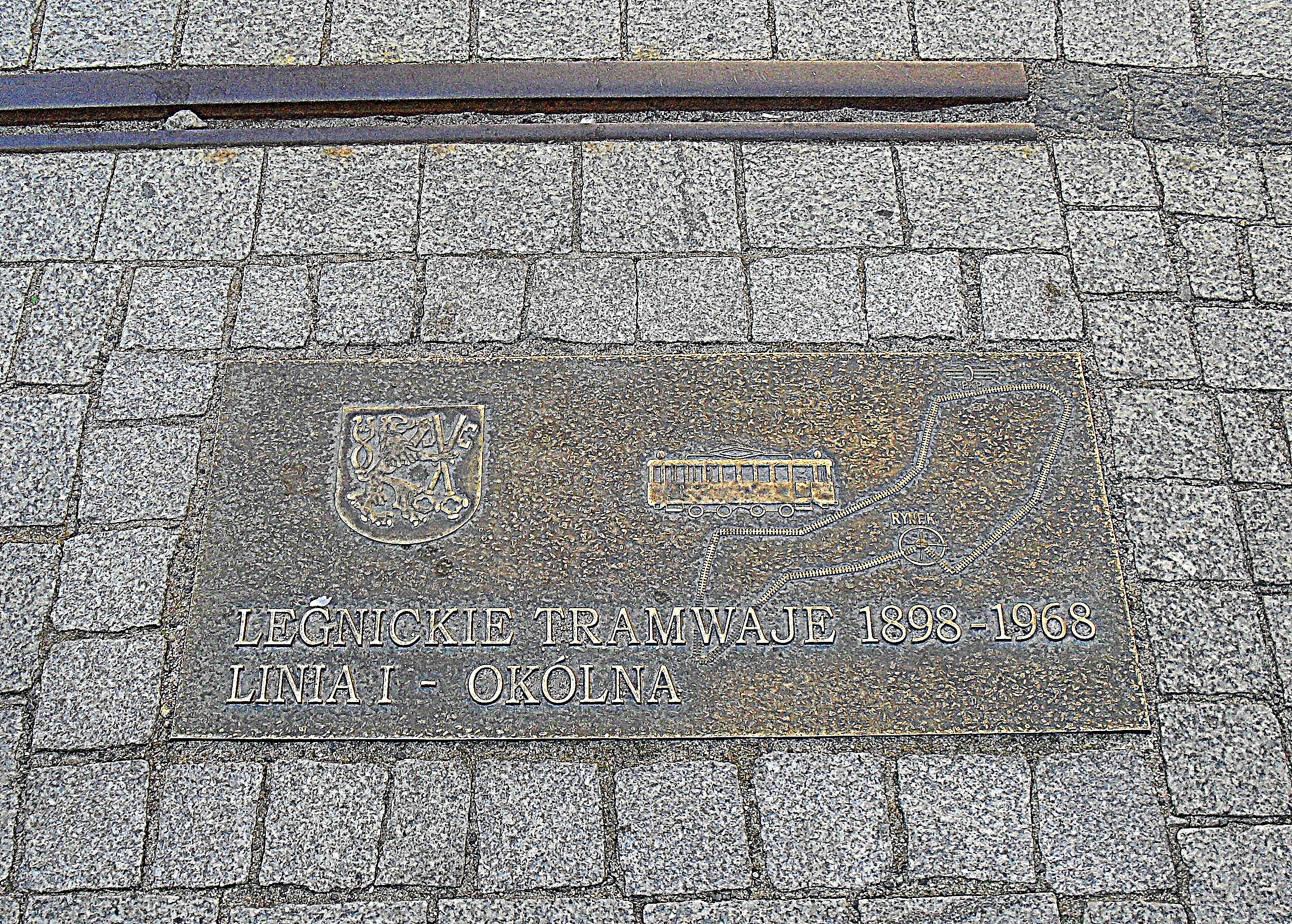
Placa conmemorativa en la Plaza del Mercado en Legnica

En los años 1878-1880 el gobierno municipal de Legnica seguía rechazando las propuestas de los concesionarios privados de introducir los tranvías de tracción animal para el transporte de pasajeros y bienes, luego en 1880 el gobierno municipal no aceptó la introducción del tranvía de vapor para el transporte de mercancía ni el tranvía de gas de pasajeros en 1896. El motivo de las denegaciones de estas ofertas fueron las condiciones financieros insatisfactorias para el ayuntamiento. Entre el 22 y 24 de junio de 1896 se le concedió a la sociedad Felix Singer & Co. de Berlín (que ya contaba con una red de tranvías en Bamberg) una concesión, tanto para la construcción de un tranvía eléctrico de vía estrecha (1000 mm) como para equipar la ciudad con una red eléctrica, que no existía en Legnica, en aquel entonces. La convocada por Felix Singer & Co. entidad con cometido especial Gesellschaft Elektrizitäts-Werk Liegnitz (que utilizaba la abreviatura EWL) ganó el monopolio de la venta de electricidad en la ciudad a cambio de la obligación de operar el transporte urbano y transferir una parte de los ingresos de los billetes al presupuesto municipal. La idea de construir vías de tranvía y equipar la ciudad con electricidad fue una parte del programa político de alcalde Ottomar Oertel, quien al comienzo de su gobierno se centró en el desarrollo de la infraestructura municipal.  
Después de 1945, había una opinión, difundida por las publicaciones periodísticas, de que el proyecto del tranvía de tracción animal se implementó en 1882. No obstante, los estudios más recientes han demostrado un malentendido entre los investigadores.   

## Funcionamiento entre 1898 – 1945
(Los nombres que llevaban las calles en aquel tiempo están en cursiva).  
Las rutas de tranvía y la primera central eléctrica en Legnica, con una población de 50.000 habitantes, se inauguraron el 21 de enero de 1898 tras la aceptación técnica del 18 de enero, y un periodo de construcción de 6 meses.   

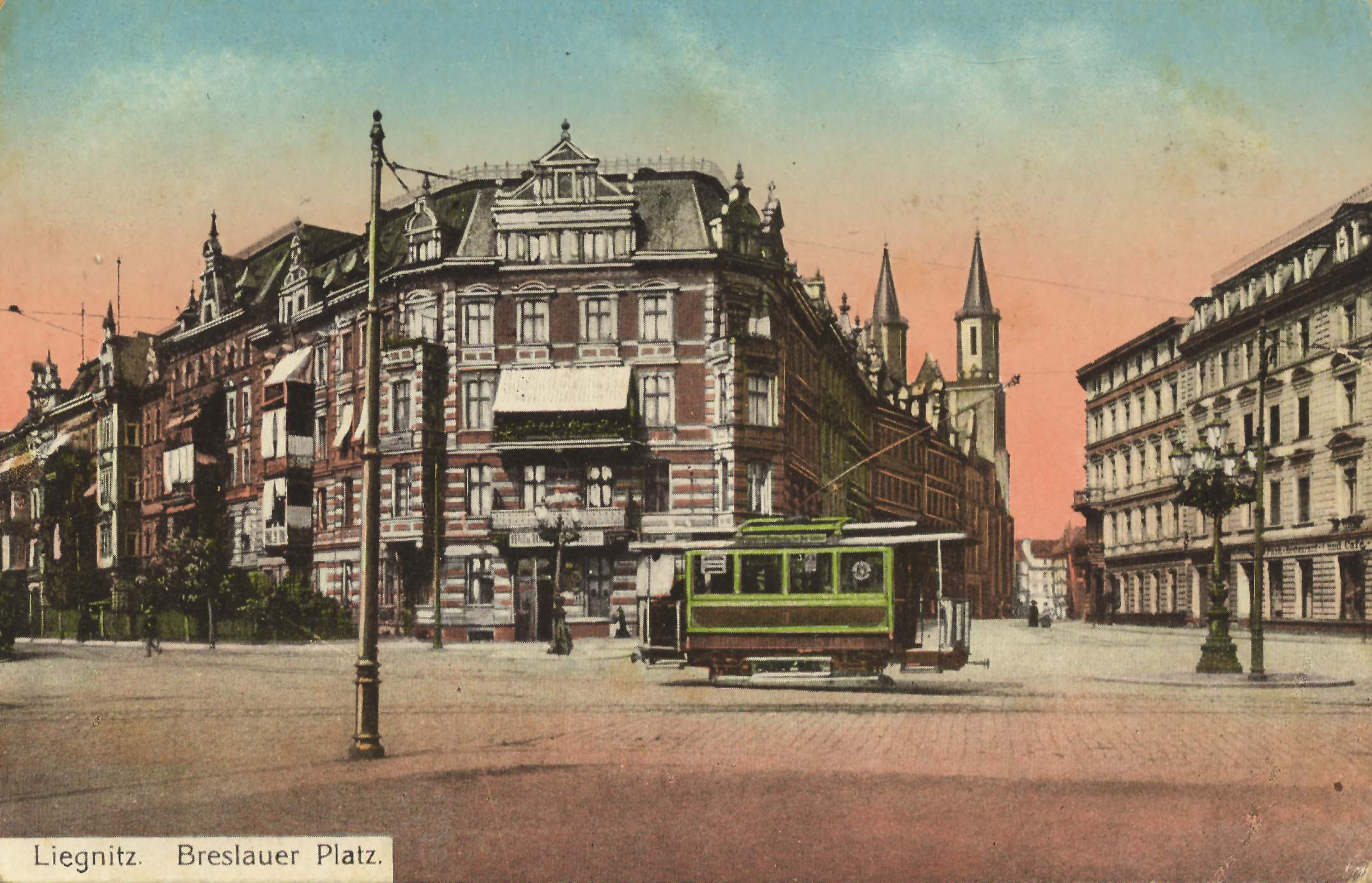
Postal anterior a la guerra con un tranvía en la plaza de Wilson

Inicialmente, se construyeron las siguientes tres rutas:
- Línea circular, desde la estación de tren por las calles: c/Libana, pl. Wilsona (Breslauer Platz), c/ Witelona y c/Skarbka (Gartenstr.), pl. Katedralny (Passage), la Plaza del Mercado (Ring), c/Złotoryjska (Goldberger Str.), c/Hutników (Grenadierstr.), c/Chojnowska (Haynauer Str.), La Plaza del Mercado, c/Grodzka (Burgstr.) y c/Nowa (Glogauer Str.) hasta la estación de tren,
- Línea transversal desde la calle Ściegiennego (Hedwigstr.) por las calles: c/Skłodowskiej-Curie (Lübenerstr.), c/Rycerska (Ritterstr.), c/Partyzantów (Kohlmarkt), c/św. Jana (Johannisstr.), pl. Katedralny (Passage), pl. Słowiański (Friedrichplatz), c/Mickiewicza (Luisenstr.), c/Łukasińskiego (Schützenstr.) y c/Jaworzyńską (Jauerstr.) hasta Tarninów,
- Línea al cementerio desde la pl. Wilsona (Breslauer Platz) por la calle Wrocławska (Breslauer Str.) al cementerio municipal (frente al cual se erigió el depósito).[1]

Los tranvías que circulaban en diferentes líneas en los años 1898 – 1940 estaban marcados con varios escudos de colores.    
Toda la red constaba de 9.271 km de vía única con apartaderos (incluyendo las extremas) mientras el parque construido para la red de Legnica incluía 18 vagones de motor y 5 vagones de remolque que habían sido producidos en la fábrica Waggonfabrik Breslau. Inicialmente, la línea circular corría con una frecuencia de hasta 7,5 minutos y las demás de cada 10 minutos.  
La ruta realizada de las líneas de la ciudad resultó ser incorrecta, por lo que los resultados financieros del operador del tranvía no coincidieron con las previsiones. El 31 de enero de 1900, con el consentimiento del Ayuntamiento, se suspendió el tráfico en el tramo menos frecuentado de la línea desde Plac Katedralny a la calle Ściegiennego. En marzo de 1901 la caída de nieve a las vías detuvo todo el tráfico durante cinco días. La dirección de la empresa de tranvías solicitó permiso para reducir la frecuencia de los tranvías y cambiar la línea circular por una directa, con la reubicación de las vías a las calles Skarbowa (Klosterstr.) y Najświętrzej Marii Panny (Frauenstr.). En definitiva, antes de la expansión en 1911, el tráfico de la red se realizaba en forma de dos líneas: 
- Pl. Katedralny (Passage), La Plaza del Mercado (Ring), c/Złotoryjska (Goldberger Str.), c/Hutników (Grenadierstr.), c/Chojnowska (Haynauer Str.), La Plaza del Mercado, c/Grodzka (Burgstr.) y c/ Nowa (Glogauer Str.), al lado de la estación de tren, c/Libana (Gartenstrasse), y c/Wrocławska (Breslauer Str.) hasta el cementerio,
- Pl. Katedralny (Passage), pl. Słowiański (Friedrichplatz), c/Mickiewicza (Luisenstr.), c/Łukasińskiego (Schützenstr.) y c/Jaworzyńska (Jauerstr.) hasta la posada de „Dornbusch” en Tarninów.[1]

Antes de la Segunda Guerra Mundial, Legnica era una ciudad agrícola. En los años 1911-1913 la red se amplió para incluir áreas suburbanas: el 9 de mayo de 1913 la línea se extendió hacia el sur, desde Tarninów hasta la posada de Tivoli, cerca de la calle Wielogórska en Przybków (Prinkendorf) mientras el 29 de agosto del mismo año, se extendió la línea del cementerio a la posada Musentempel en el suburbio de Piekary Wielkie (Groß-Beckern). Por un lado, el desarrollo de la red estuvo acompañado con un aumento del parque de vagones con 4 de motor y 2 de remolque, con respecto a los que ya habían sido utilizados (con la diferencia de las plataformas de remolque incluidas). Por otro, se disminuyó la frecuencia de los tranvías ya que éstos corrían cada 15 minutos en todas las líneas.
Desde el 31 de diciembre de 1922 hasta el 5 de julio de 1924 la circulación de tranvías se suspendió debido a la hiperinflación en Alemania. El tráfico se reanudó en la línea de la ciudad sólo en el tramo de pl. Katedralny (Passage) – La Plaza del Mercado (Ring) – c/Złotoryjska (Goldberger Str.) con una frecuencia de 15 minutos y en las líneas suburbanas hasta Piekary Wielkie y Przbków (cursos cada 15 y 30 minutos, respectivamente).
El desarrollo de las afueras de la ciudad con nuevos edificios de empresas de alquiler dio lugar a la ampliación de las vías existentes – los tramos de la antigua línea circular. Las vías de la calle Chojnowskiego se extendieron desde la calle Hutników hasta la calle Boczna, y las vías de la calle Złotoryjska hasta la plaza Łużyckiego (Logauplatz). El 18 de julio de 1927 las tres líneas se dirigieron a la estación de tren y el 25 de agosto de 1927 se extendieron dos rutas en los tramos recién ampliados hasta las paradas finales temporales: línea de la ciudad desde la calle Hutników hasta el cruce de las calles Złotoryjska y Grunwaldzka (Friedrich-Ebert Str.) y la línea de Piekary Wielkie, por las vías reactivadas, por el casco antiguo (Stare Miasto) y luego por un nuevo tramo de la calle Chojnowska hasta la esquina de la actual calle Szewczenki[18]. La vía de la calle Hutników se cortó de la red, en aquel entonces. La longitud de la red prevista (13,9 km) fue alcanzada en 1928. Las líneas de la ciudad y a Piekary Wielkie circulaban con una frecuencia de 15 minutos. La línea a Przybytków corría cada 30 minutos pero en 1928 se introdujeron de forma permanente cursos adicionales que pasaban después de las 12:00h cada 15 minutos. En 1933 la ruta de la calle Złotoryjska se extendió hasta la plaza Łużyckiego.
En los años 1927-1933 se realizaron inversiones menores en infraestructura: construcción de salas de espera, reparación de redes (tramos cortos de vías y línea aérea de contacto). El parque de tranvías primero se modificó por reconstruir algunos vagones de motor al remolque, obteniendo así 16 tranvías de dos coches. Después, todos los vagones de motor fueron reemplazados por unos más grandes y espaciosos, fabricados por MAN ES y trasladados de Zwickau (5 vagones de los años 1910-1911, traídos entre el 10 y 13 de diciembre de 1927 e incorporados tras unos meses, en 1928), y luego, de Essen (12 vagones de los años 1899-1900, construidos en la fábrica Falkenried, en los años 1929-1932), mientras los coches de motor existentes se convirtieron en unos de remolque.
El estado técnico de la infraestructura y el parque de tranvías en Legnica en la década de los años  treinta del siglo XX era insatisfactorio y requería grandes recursos financieros para mantener la funcionalidad actual. El mayor problema con el creciente número de pasajeros constituía la capacidad limitada de la red de vía única y estrecha. El 17 de septiembre de 1937 se inició la conexión de nuevos distritos en el norte y sur de la ciudad (Przedmieście Głogowskie y Bielany) con el casco antiguo y la estación de tren con la primera línea pública de autobuses de la ciudad que también fue administrada por el operador de tranvía. La línea de autobuses se amplió en 1939, y a finales de 1939 y 1940, debido a una situación militar (falta de combustible) se suspendió temporalmente, para luego ser reanudada en una ruta más corta.
La concesión del operador de tranvía de Legnica expiró a finales de 1938. El Ayuntamiento de Legnica firmó un nuevo contrato de concesión con la sociedad EWL para los siguientes 66 años (el periodo de 1939-2004) que incluía el derecho del gobierno municipal a participar en las ganancias (si se lograran).   
Asociación público-privada Elektricitäts-Werke Liegnitz (EWL) era centrada en obtener ganancias de la venta de electricidad. En 1939 los socios de la empresa EWL (perteneciente en el 55% al consorcio Elektrowerke AG de Berlín, en el 16% a la ciudad de Legnica, en el 13% a los distritos cercanos, y en el resto a los gobiernos locales en cuyo territorio la empresa vendía la electricidad), instaron a los representantes del consejo municipal de Legnica a renunciar a los tranvías en favor de los trolebuses, desarrollados entonces en el Tercer Reich, que estaban considerados más baratos y fáciles de operar. Las autoridades de la empresa EWL propusieron la sustitución completa de tranvías por trolebuses en un plazo de cinco años (1941-1946). En definitiva, se introdujo una línea de trolebuses, duplicando parcialmente la ruta de tranvía, que luego fue marcada con el número 1 (Pl. Łużycki – estación de tren), así como se construyó una ruta de acceso de trolebús al depósito (compartido con los tranvías) que iba a ser parte de una segunda línea de trolebuses a Piekary Wielkie.   
El 1 de agosto de 1940 se numeraron las líneas de tranvía existentes. A partir de entonces corrieron tres líneas numeradas consecutivamente:
- 1: Plaza de Łużycki – estación de tren,
- 2: Piekary Wielkie – estación de tren – calle Chojnowska,
- 3: Przybków – estación de tren.

Durante la Segunda Guerra Mundial el hilo de contacto de cobre fue sustituido por el de acero (metales no ferrosos estaban siendo confiscados con fines militares). En 1942 tres vagones de Legnica fueron vendidos a Lodz ocupada por los alemanes, y en cambio, se trajo un vagón de remolque de Görlitz.
En el período 1898-1945 la empresa de tranvías de Legnica tenía al mismo tiempo de 17 a 21 vagones de motor y de 5 a 13 vagones de remolque. La tensión eléctrica en la línea aérea de contacto en Legnica era de 500 voltios.
A principios de 1945, debido al avance de la operación ofensiva de Baja Silesia del ejército soviético y la proximidad de la línea del frente, Legnica se estaba preparando para la defensa por lo que el transporte público fue parado.

## Funcionamiento entre 1945 – 1968

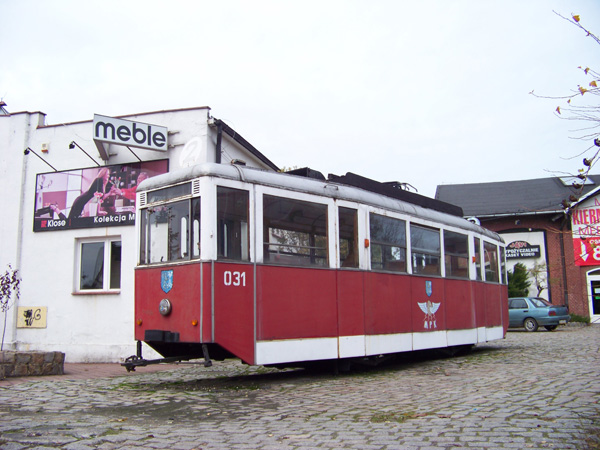
Vagón, tipo Konstal 5N, de Elbląg ubicado delante del antiguo depósito de tranvías entre 1998-2014. Los detalles del tranvía difieren de los utilizados hasta 1968 en Legnica.

El 9 de febrero de 1945 Legnica fue tomada por el Ejército Rojo. La ciudad por ser una parte de los Territorios Recuperados, inmediatamente después de la Segunda Guerra Mundial, fue incorporada a las fronteras polacas sobre la base de las decisiones internacionales de la Conferencia de Yalta. Los colonos y expatriados empezaron a llegar a Legnica a partir de 1945. La delegación polaca tomó oficialmente el poder de la comandancia soviética el 15 de mayo de 1945. La empresa de tranvías fue inicialmente la única compañía municipal entregada a las autoridades polacas. Inmediatamente, en la segunda mitad de mayo de 1945 un grupo de 27 personas: 13 pioneros y 14 alemanes asignados a trabajar, divididos en tres brigadas para depósito, vías y suministro eléctrico, se puso a reconstruir la empresa de tranvías. De las calles se recuperaron los vagones de tranvía abandonados por los rusos, que habían servido como barricadas, eran 13 vehículos de motor y 7 de remolque. Los primeros problemas clave fueron: vías destruidas y colapsadas en las calles, depósito parcialmente saqueado y planta eléctrica. A partir del 15 de julio de 1945 una parte de Legnica en la orilla izquierda del río Kaczawa, que incluía el casco antiguo y Tarninów, fue cerrada por el ejército soviético contra el acceso de la población polaca. La inauguración de tranvías fue celebrada el 31 de octubre de 1945, el día en que las autoridades de la ciudad regresaron al centro. El tráfico se reanudó con 4 vagones de motor renovados en tres líneas, acortadas debido a la devastación y el estado incompleto de la línea aérea de contacto:
- 1: Plaza de Łużycki – estación de tren,
- 2: Calle Wrocławska (cruce con la calle Różana) – estación de tren – calle Chojnowska (cruce con la calle Żołnierska),
- 3: Przybków – estación de tren.[8]

En los años 1946-1950, a medida que se obtuvieron los materiales, se restauró la longitud de las rutas antes de la guerra y el número del parque de vehículos. Sobre la base de una antigua propiedad alemana se restauraron carriles y coches. Los motores de tranvía se obtuvieron de Katowice.  
La línea de autobuses que complementara la red de transporte de Legnica, entre Bielany y el cruce de las líneas de tranvía en la estación de tren, se puso en marcha el 23 de mayo de 1948, con vehículos obtenidos del ejército. La infraestructura de la línea de trolebuses, que había sido destinada a reemplazar a los tranvías antes de la guerra, a pesar de iniciar su reconstrucción en 1948 en su antigua ubicación, finalmente fue trasladada a la línea ¨A¨, donde en los años 1949-1956 los autobuses y trolebuses corrían en paralelo.    
La compañía llevaba diferentes nombres temporales: Dyrekcja tramwajów przy Zarządzie Miasta, Miejska Kolej Elektryczna, Miejskie Tramwaje Elektryczne, Miejskie Zakłady Komunikacyjne. En los años 1950-1954 la empresa de tranvías formaba parte de una empresa municipal de ingeniería urbana, y luego a principios de 1955, se separó Miejskie Przedsiębiorstwo Komunikacyjne (Empresa Municipal de Transporte).   
Por decisión del gobierno de la República Popular de Polonia (PRL) de 1951, en el marco del plan de seis años, en Legnica se ubicaron plantas de la industria del cobre. La construcción de Huta Miedzi ¨Legnica¨ (metalúrgica ¨Legnica¨) causó la ampliación de la línea de tranvía núm. ¨1¨ en 2,5 km desde la actual depósito hasta la fábrica en construcción. Inicialmente, se suponía que la línea ¨1¨ estaría conectada con la estación de tren Pawłowice Małe, a donde solían ir los empleados, pero finalmente, la línea se terminó con una vuelta cerca del edificio de la dirección de la planta. El 13 de diciembre de 1952 se puso en servicio una vuelta en el otro extremo de la línea en el centro de Legnica, a través de la conexión de vías del mercado, que en parte no se han utilizado desde 1900. Los carriles típicos de tranvía utilizados desde la plaza de Łużycki hasta la planta, en su mayoría separados, no aguantaban el peso de los vehículos, por lo que en 1955 fueron sustituidos por los carriles utilizados en el transporte ferroviario.    
En los años 1950-1955 los tranvías usados fueron reemplazados por los vehículos procedentes de:
- Katowice, 6 vehículos que incluyeron[45]:
  - Por lo menos uno de la producción de Werkspoor Utrecht para la ciudad de Ámsterdam de 1904, traído a Bytom en 1940 junto con otros 5 vehículos similares, y luego transferido a Legnica en los años 1950-1953,
- Lodz, 11 vehículos, que incluyeron[46]:
  - 3 vagones de motor, tipo Simmering I, de la fábrica Maschinen-und Waggonbau-Fabriks-A.-G. de Viena, producidos para la ciudad de Lodz en 1927,
  - 2 vagones de motor, tipo Simmering II, de la misma fábrica, producidos para la ciudad de Lodz en 1928,
  - 2 vagones de motor, tipo Lilpop de 1927,
  - 2 vagones de motor, tipo Sanok de 1928,
  - 2 vagones de remolque, tipo Herbrand, de la producción de Herbrand
- Wałbrzych[47]:
  - 1 vagón de motor de la producción de Linke-Hofmann Werke  para la ciudad de Wałbrzych de los años 1899–1900.

Además, en 1956 se adquirieron dos tranvías de remolque usados de Jelenia Góra.    
En 1951, por primera vez desde la inauguración de la red de transporte, a Legnica se entregó un nuevo tranvía Konstal 2N, éste, por decisión del Ministerio de Economía Municipal, después de un año fue transferido a Lodz y, luego se entregaron 4 tranvías similares, tipo 2N, en 1955 y otros 19 vagones, tipo Konstal 5N, entre 1958-1961 (12 vagones de motor y 7 de remolque). La entrega de los vagones usados estaba relacionada con la construcción de la línea de tranvías a la planta metalúrgica. La asignación de nuevos tranvías de tipo N, por parte del Ministerio de Economía Municipal, permitió abandonar el uso de todos los vehículos de antes de la guerra.   
Al mismo tiempo, desde 1955 basándose en los vehículos usados, y a partir de 1956 también en los autobuses nuevos, se estaban desarrollando las líneas de autobuses en los distritos de la ciudad que no contaban con la línea de tranvías (eran las mismas rutas como las de antes de la guerra que había conectado estación de tren con Bielany y Przedmieście Głogowskie) y en las áreas suburbanas. En 1960, un vehículo-kilómetro en trasporte de autobuses era 1/3 más caro que un vehículo-kilómetro realizado en tranvía pero la tendencia empezó a invertirse lentamente.
La infraestructura desgastada causó problemas con la continuidad del tráficos de tranvías. Los carriles estaban extremadamente usados y, por consiguiente, había fallas frecuentes que consistían en agrietar los ejes en baches. Después de la introducción de vagones tipo N, que pesaban más que los anteriores, había problemas con una caída de voltaje en la línea hasta la fábrica.   
Las rutas de vía única con apartaderos, que habían sido construidas cuarenta años antes para una ciudad no industrializada que había funcionado en otra realidad, no podían garantizar la capacidad adecuada para que las tranvías circularan con una frecuencia que permitiera un transporte eficiente al trabajo. Durante muchos años los tranvías circulaban sin un horario fijo. Hasta 1963, debido a la circulación por la derecha, la ley imponía el bloqueo de la puerta de la izquierda en el sentido de la marcha, pero no se la cumplía, a pesar de los intentos de regularla en 1959.   
El inicio de la demolición del casco antiguo arruinado en Legnica resultó en la renuncia a operar la línea de tranvía entre la estación de tren y la calle Chojnowska, a donde se dirigió la línea de autobús de Kartuzy. Debido al cierre del paso por la Plaza del Mercado entre el 10 de abril y el 30 de septiembre de 1961 se construyó una nueva vuelta por las calles: Dworcowa, Skarbowa y Parkowa desde la Plaza de Wilson. En enero de 1961 a la Empresa Municipal de Transporte de Legnica (MPK) se asignaron tres tranvías de motor, tipo 5N (la última entrega de vagones). En el mismo año, se intentó aumentar la eficiencia de los tranvías por construir las vías de apartadero adicionales. Las reparaciones necesarias se llevaron a cabo con el uso de carriles en las vías desmanteladas del centro de la ciudad y con los obtenidos de MPK Wałbrzych.     
Después de la Segunda Guerra Mundial, tanto en los Estados Unidos como en Europa, debido a la mejor accesibilidad del transporte por carretera (incluidos trolebuses y autobuses), se empezó a liquidar las redes de tranvía a gran escala. Además, en los finales de los años 50 y 60 del siglo XX en Polonia había una tendencia a mantener los tranvías en funcionamiento solo en las ciudades grandes. En el curso de discusiones internas sobre la reconstrucción de las ciudades de la Baja Silesia, las autoridades del voivodado de Breslavia decidieron reemplazar los ineficientes tranvías de vía estrecha en Legnica por un transporte en autobús más caro, pero más efectivo en relación con el sistema de tranvías de entonces. Por primera vez, las autoridades del Partido Obrero Unificado Polaco informaron a la población de la intención de reemplazar todas las líneas de tranvía por autobuses en 1961 en las páginas de ¨Wiadomości Legnickie¨, anunciando también que la eliminación de los tranvías se extendería durante diez años. El aumento de la producción y disponibilidad de autobuses, tipo San, adelantó la liquidación de las líneas de tranvía particulares. Durante la sesión del 4 de agosto de 1966 la junta directiva del Consejo Nacional de la Ciudad decidió reemplazar la línea de tranvía a Przybków por autobuses, lo que se realizó después de la entrega de vehículos el 6 de abril de 1967. Las siguientes asignaciones de autobuses permitieron la liquidación de la línea de tranvía hasta la fábrica y el aumento de frecuencia (13 autobuses en lugar de 5 tranvías). Los tranvías de la última línea operativa, que conectaba la estación de tren en Legnica con el pueblo Piekary Wielkie, seguían reemplazando por nuevos autobuses a partir del 1 de julio de 1968.    
El 13 de julio de 1968, del depósito en la calle Wrocławska, salió el último tranvía especial (vagón de motor con remolque), cuyo viaje por toda la red constituyó una ceremonia de despedida de los tranvías de Legnica.  
En el período 1945-1968, la empresa de tranvías de Legnica poseía de 20 a 31 vagones, incluyendo de 13 a 23 vehículos de motor.     

## Liquidación de la red
El 28 de julio de 1968 en la Empresa Municipal de Transporte de Legnica (MPK) se estableció una brigada para desmontar la infraestructura de tranvía. La infraestructura de la red de tranvías de Legnica se desmontó en el período de junio a octubre de 1968. En las paredes de las casas de vecindad se dejaron las llamadas rosetas (anclas, a veces decoradas, de los que se suspendían las líneas de catenaria). Las vías segregadas se liquidaron entre el julio y noviembre de 1968 mientras los carriles se vendieron al MZK Grudziądz. Las vías instaladas en las calles empedradas se dejaron intactas hasta que éstas fueron modernizadas, a veces junto con los adoquines, las vías estaban cubiertas de asfalto. La sección de los carriles con vía de apartadero que se conservó expuesta durante más tiempo, esto es, hasta la renovación de la calle en 2017, se encontraba en la calle Wrocławska en Kartuzy. El primer vagón de tipo 2N fue remitido a Lodz en 1953 y servía allí hasta el 1 de noviembre de 1977, y luego, después de convertirlo en un vehículo de la escuela de conducción, fue utilizado hasta noviembre de 1991. Los demás vagones de tipo 2N fueron entregados a Bydgoszcz (1 vagón de motor) y a Grudziądz (2 vagones de motor) en 1967. En 1968 los otros vehículos se remitieron a Bydgoszcz (2 vagones de motor y 4 de remolque), Lodz (5 vagones de motor) y Toruń (10 vagones incluido 6 de motor y 4 de remolque). La sede de la dirección de MPK fue trasladada en 1965 al nuevo depósito de autobuses, construido en los años 1963-1965. El depósito antiguo fue renovado, aún en el tiempo de su funcionamiento entre 1966-1967, lo que cambio el aspecto del edificio (fachada austera, puertas de metal más grandes). El edificio se devolvió a las autoridades municipales, después de haber recogido los últimos tranvías, en septiembre de 1968.  
En 1998 el Museo del Cobre en Legnica adquirió un vagón tipo 5N de Elbląg, con motivo del jubileo de la inauguración y liquidación de los tranvías de Legnica, y tras estilizarlo en uno original de la ciudad, fue colocado delante del antiguo depósito. En 2015, la Empresa Municipal de Transporte de Legnica cogió el tranvía del depósito para realizar su renovación y reconstrucción en forma de vehículos 5N originales. Durante la renovación de la Plaza del Mercado en 2010, en el lugar de la antigua vía de apartadero, se empotraron en la calle un fragmento de carril y una placa conmemorativa.